# Bidford-on-Avon
Bidford-on-Avon is een civil parish in het bestuurlijke gebied Stratford-on-Avon, in het Engelse graafschap Warwickshire met 5350 inwoners.